# Sainte-Adresse
Sainte-Adresse est une commune française de la banlieue ouest du Havre située dans le département de la Seine-Maritime en région Normandie.
Elle a été la capitale de la Belgique durant la Première Guerre mondiale.

## Géographie

### Localisation
Sainte-Adresse est une station balnéaire du littoral de la Manche. La ville est enserrée entre la mer et la commune du Havre. 

### Communes limitrophes
Les communes limitrophes sont Le Havre.
Communes limitrophes

### Géologie et relief
La superficie de la commune est de 2,26 km2 ; son altitude varie de 0 à 100 mètres. 
La commune  se trouve sur le plateau cauchois qui appartient à l’ensemble géologique du bassin parisien, formé à l’ère secondaire. Le sous-sol est constitué d’une grande épaisseur de craie, pouvant mesurer jusqu’à 200 mètres de profondeur. Il est couvert d’une couche d’argile à silex et d’un limon fertile. Ce plateau est entaillé par le vallon sec d'Ignauval qui est tapissé d’alluvions et de sédiments. Le cap de la Hève à l'ouest de Sainte-Adresse, marque l'extrémité sud de la Côte d'Albâtre et l'extrémité nord de la baie de Seine. Il culmine à 100 mètres au-dessus de la Manche. Il protège l'anse de Sainte-Adresse. Le phare de la Hève y est installé.

### Hydrographie

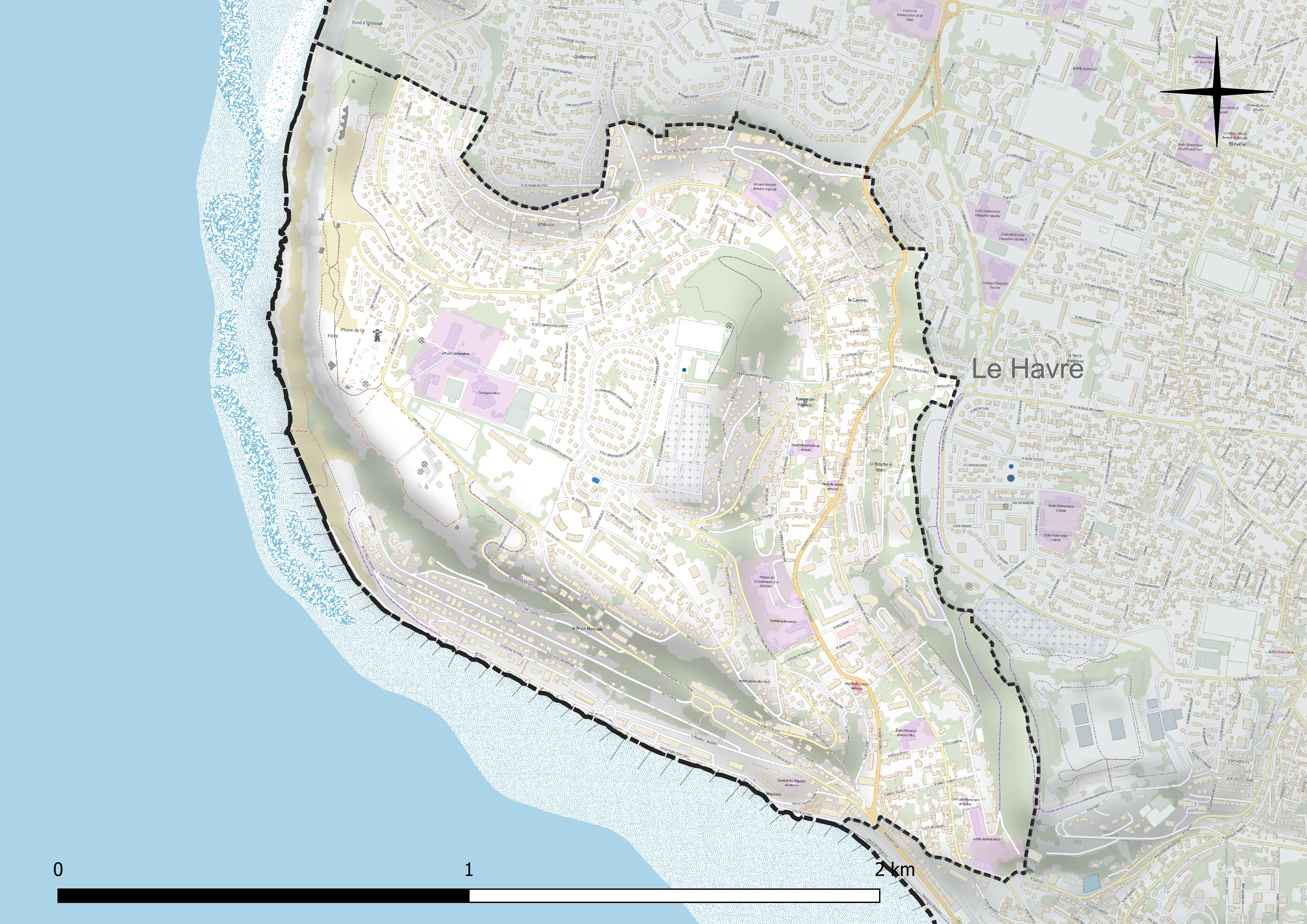
Réseau hydrographique de Sainte-Adresse. Les ruisseaux intermittents sont représentés en traits pointillés.

La commune est située dans le bassin Seine-Normandie. Elle n'est drainée par aucun cours d'eau,.

### Climat
Pour des articles plus généraux, voir Climat de la Normandie et Climat de la Seine-Maritime.
En 2010, le climat de la commune est de type climat océanique franc, selon une étude du CNRS s'appuyant sur une série de données couvrant la période 1971-2000. En 2020, Météo-France publie une typologie des climats de la France métropolitaine dans laquelle la commune est exposée à un climat océanique et est dans la région climatique Côtes de la Manche orientale, caractérisée par un faible ensoleillement (1 550 h/an) ; forte humidité de l’air (plus de 20 h/jour avec humidité relative > 80 % en hiver), vents forts fréquents.
Pour la période 1971-2000, la température annuelle moyenne est de 10,6 °C, avec une amplitude thermique annuelle de 12,5 °C. Le cumul annuel moyen de précipitations est de 770 mm, avec 12,7 jours de précipitations en janvier et 7,7 jours en juillet. Pour la période 1991-2020, la température moyenne annuelle observée sur la station météorologique installée sur la commune est de 11,8 °C et le cumul annuel moyen de précipitations est de 789,8 mm,. Pour l'avenir, les paramètres climatiques de la commune estimés pour 2050 selon différents scénarios d'émission de gaz à effet de serre sont consultables sur un site dédié publié par Météo-France en novembre 2022.
| Mois                                  | jan.             | fév.             | mars            | avril         | mai            | juin           | jui.          | août           | sep.            | oct.          | nov.            | déc.            | année      |
| ------------------------------------- | ---------------- | ---------------- | --------------- | ------------- | -------------- | -------------- | ------------- | -------------- | --------------- | ------------- | --------------- | --------------- | ---------- |
| Température minimale moyenne (°C)     | 3,9              | 3,9              | 5,6             | 7,5           | 10,3           | 13,1           | 15,1          | 15,6           | 13,7            | 10,8          | 7,4             | 4,7             | 9,3        |
| Température moyenne (°C)              | 5,7              | 6                | 8,1             | 10,4          | 13,3           | 16             | 18            | 18,4           | 16,4            | 13,1          | 9,3             | 6,5             | 11,8       |
| Température maximale moyenne (°C)     | 7,6              | 8                | 10,5            | 13,3          | 16,2           | 19             | 20,9          | 21,2           | 19,1            | 15,5          | 11,3            | 8,4             | 14,3       |
| Record de froid (°C) date du record   | −13,8 17.01.1985 | −12,5 07.02.1991 | −7,8 07.03.1971 | −1 12.04.1986 | 1,2 04.05.1979 | 4,4 02.06.1962 | 8 20.07.1971  | 8,4 26.08.1966 | 3,3 18.09.1996  | −0,2 28.10.03 | −8,5 30.11.1921 | −8,6 25.12.1962 | −13,8 1985 |
| Record de chaleur (°C) date du record | 15 01.01.22      | 20 28.02.1960    | 24,5 30.03.21   | 26,5 21.04.18 | 30 23.05.1922  | 34,7 29.06.19  | 38,2 18.07.22 | 36,3 10.08.03  | 33,6 02.09.1961 | 28,5 01.10.11 | 20 01.11.15     | 16,4 07.12.00   | 38,2 2022  |
| Précipitations (mm)                   | 67,5             | 53,7             | 52,5            | 52,3          | 56,5           | 58             | 48,7          | 66             | 65,4            | 86,2          | 87,5            | 95,5            | 789,8      |

## Urbanisme

### Typologie
Au 1er janvier 2024, Sainte-Adresse est catégorisée grand centre urbain, selon la nouvelle grille communale de densité à sept niveaux définie par l'Insee en 2022. 
Elle appartient à l'unité urbaine du Havre, une agglomération intra-départementale regroupant 18  communes, dont elle est une commune de la banlieue,,. 
Par ailleurs, la commune fait partie de l'aire d'attraction du Havre, dont elle est une commune du pôle principal,. Cette aire, qui regroupe 116 communes, est catégorisée dans les aires de 200 000 à moins de 700 000 habitants,.
La commune, bordée par la Manche, est également une commune littorale au sens de la loi du 3 janvier 1986, dite loi littoral. Des dispositions spécifiques d’urbanisme s’y appliquent dès lors afin de préserver les espaces naturels, les sites, les paysages et l’équilibre écologique du littoral, comme le principe d'inconstructibilité, en dehors des espaces urbanisés, sur la bande littorale des 100 mètres, ou plus si le plan local d'urbanisme le prévoit.

### Occupation des sols

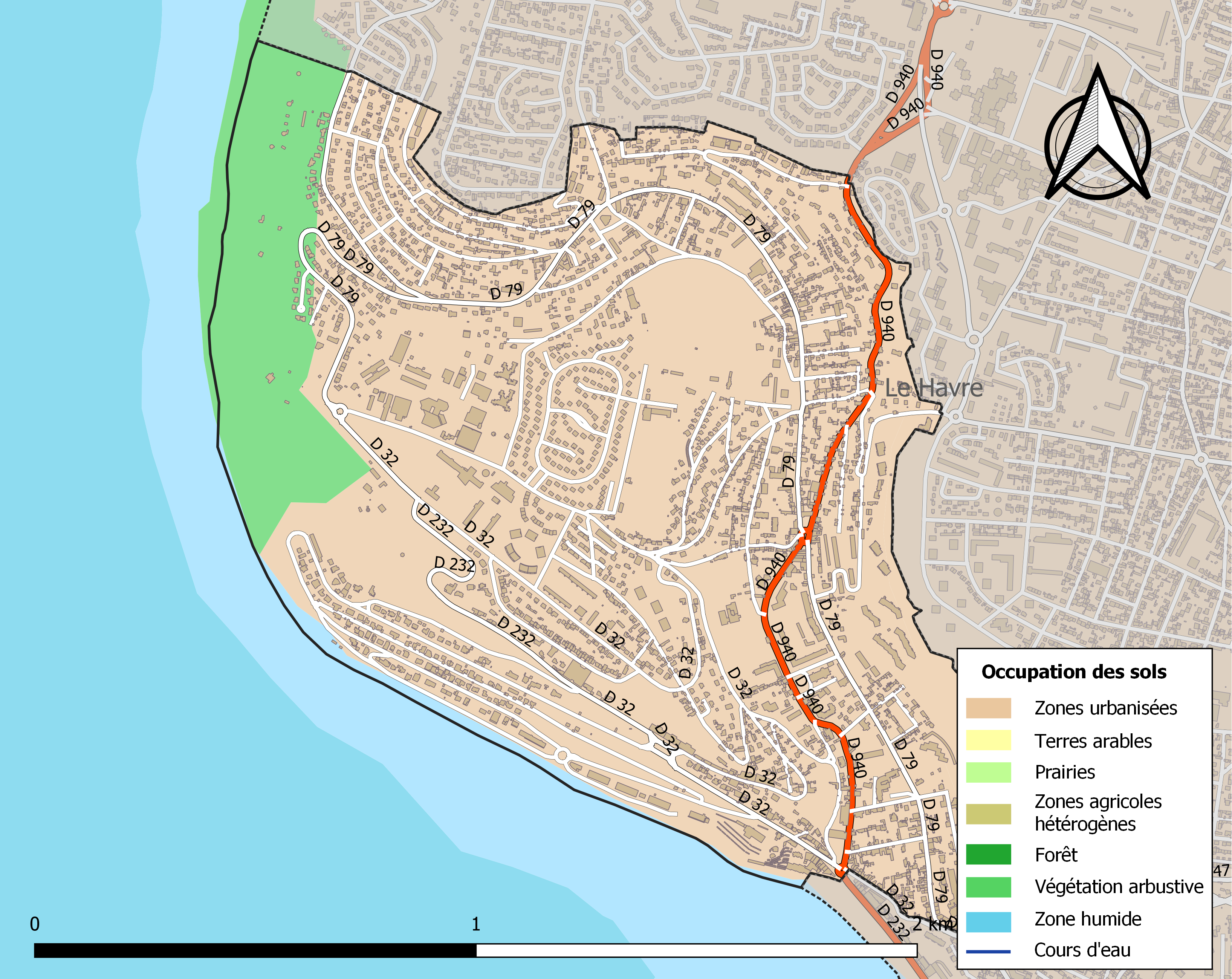
Carte des infrastructures et de l'occupation des sols de la commune en 2018 (CLC).

L'occupation des sols de la commune, telle qu'elle ressort de la base de données européenne d’occupation biophysique des sols Corine Land Cover (CLC), est marquée par l'importance des territoires artificialisés (89,2 % en 2018), en diminution par rapport à 1990 (91,5 %). 
La répartition détaillée en 2018 est la suivante : zones urbanisées (85,3 %), milieux à végétation arbustive et/ou herbacée (10,2 %), espaces verts artificialisés, non agricoles (3,9 %), zones humides côtières (0,6 %). 
L'évolution de l’occupation des sols de la commune et de ses infrastructures peut être observée sur les différentes représentations cartographiques du territoire : la carte de Cassini (XVIIIe siècle), la carte d'état-major (1820-1866) et les cartes ou photos aériennes de l'IGN pour la période actuelle (1950 à aujourd'hui).

### Habitat et logement
En 2021, le nombre total de logements dans la commune était de 3 776, alors qu'il était de 3 762 en 2016 et de 3 727 en 2011. 
Parmi ces logements, 91,9 % étaient des résidences principales, 1,9 % des résidences secondaires et 6,1 % des logements vacants. Ces logements étaient pour 48,9 % d'entre eux des maisons individuelles et pour 50,8 % des appartements. 
Le tableau ci-dessous présente la typologie des logements à Sainte-Adresse en 2021 en comparaison avec celle de la Seine-Maritime et de la France entière. Une caractéristique marquante du parc de logements est ainsi la faible proportion des résidences secondaires et logements occasionnels (1,9 %) par rapport au département (4,1 %) et à la France entière (9,7 %). 
| Typologie                                               | Sainte-Adresse | Seine-Maritime | France entière |
| ------------------------------------------------------- | -------------- | -------------- | -------------- |
| Résidences principales (en %)                           | 91,9           | 88             | 82,2           |
| Résidences secondaires et logements occasionnels (en %) | 1,9            | 4,1            | 9,7            |
| Logements vacants (en %)                                | 6,1            | 7,9            | 8,1            |

La commune ne respecte pas les obligations qui lui sont faites par l'article 55 de la loi SRU de disposer d'au moins 25 % de son parc de résidences principales constituées de logements sociaux. En effet, elle ne dispose en 2019 que d'un taux de 12,44 %

## Toponymie
Le nom de la localité est attesté sous les formes Caput Caleti en 1249 (archives départementales de la Seine-Maritime 54 H), Sancti Dionisii de Capite Caleti en 1294 (Arch. S.-M. 23 H — cart. f. 11 v.), Le Quief de Caus en 1319 (Arch. S.-M. G 3267, 3268), Par. du Quief de Caux 1401 (Arch. S.-M. G 16, 17), Saint Denis du Chef de Caux en 1415 (Arch. S.-M. G 1606), Quief de Caux en 1474 et 1475 (Arch. S.-M. G 70), Sainte Adresse en Caux en 1476 (Arch. S.-M. tab. Rouen), Sainte Adresche en 1479 (Arch. S.-M. tab. Rouen m.), Sainte Adresse en 1541 (Arch. S.-M. tab. Rouen m.).
Le nom de Sainte-Adresse ne serait pas lié à une sainte, mais à un promontoire servant de repère, d'« adresse » pour les marins, ou encore à l'adresse dont devaient faire preuve les marins pour franchir le cap de la Hève.

## Histoire
L'ancien nom de la commune était Saint-Denis-Chef-de-Caux, dû à l'église Saint-Denis, près de la mairie.

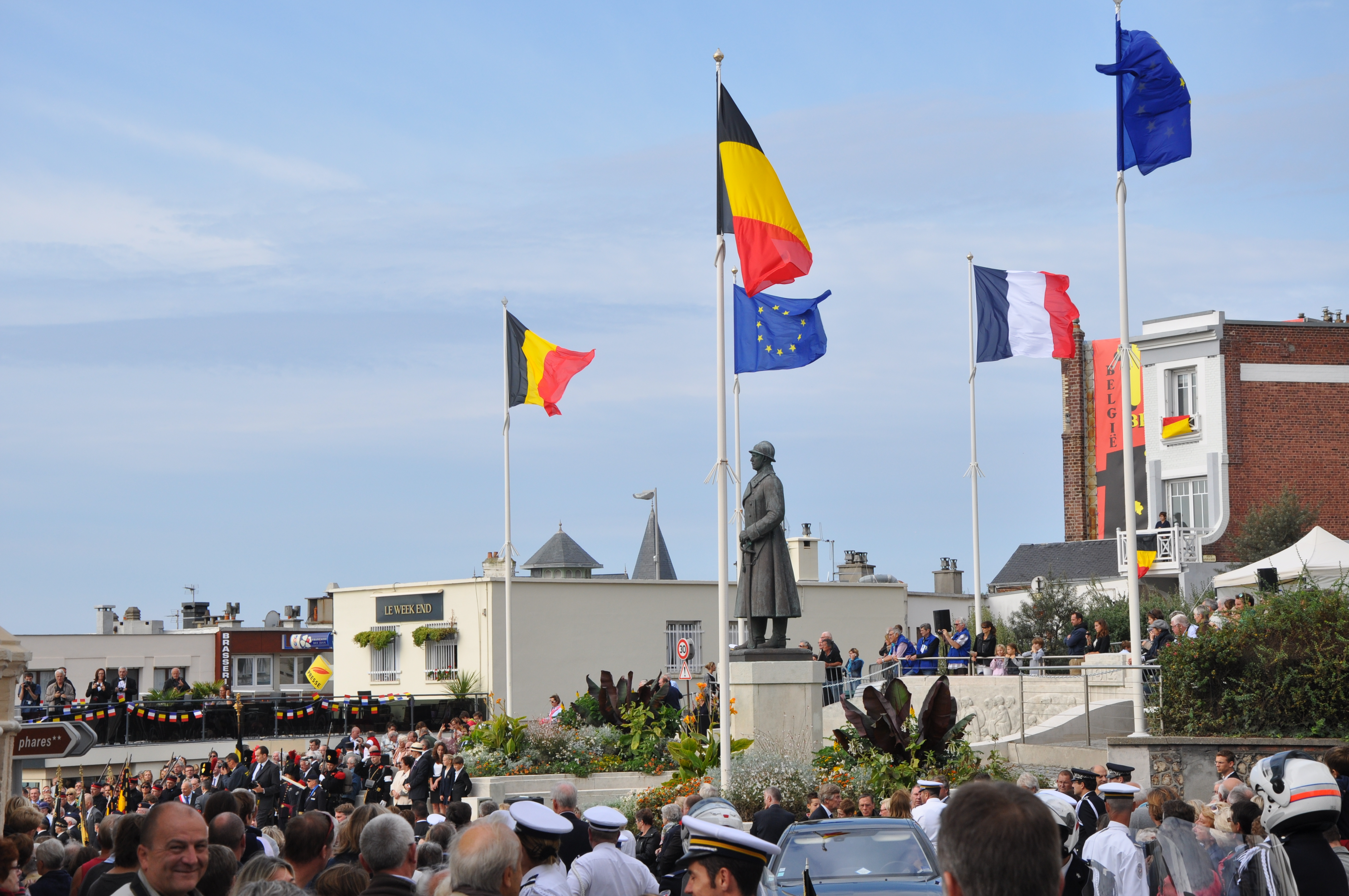
Célébration du centenaire de l'installation du gouvernement belge à Sainte-Adresse.

### Antiquité
Sainte-Adresse étant située au bord des falaises, les habitations gallo-romaines de cet ancien village de pêcheurs sont sûrement maintenant au fond de la Manche[réf. nécessaire].

### Moyen Âge
Le 14 août 1415, en pleine guerre de Cent Ans, Henri V d'Angleterre y débarque avec sa flotte composée de 1 600 navires pour tenter de reconquérir son « héritage français ».

### Révolution française et Empire
Au cours de la Révolution française, la commune porte provisoirement les noms de Cap-d'Antifer et de Cap-de-la-Hève.

### Époque contemporaine
En 1899, est ouverte la ligne de l'ancien tramway du Havre, qui desservira la station jusqu'à la Seconde Guerre mondiale.
À partir de 1905, Georges Dufayel, homme d’affaires parisien, crée à Sainte-Adresse ex nihilo un lotissement balnéaire, le Nice havrais, qui est à lui seul une véritable station balnéaire. L’architecte havrais Ernest Daniel dirige les opérations. L’avenue des Régates, sur le front de mer, est conçue à l’image de la promenade des Anglais de Nice.

Sainte-Adresse au tout début du XXe siècle
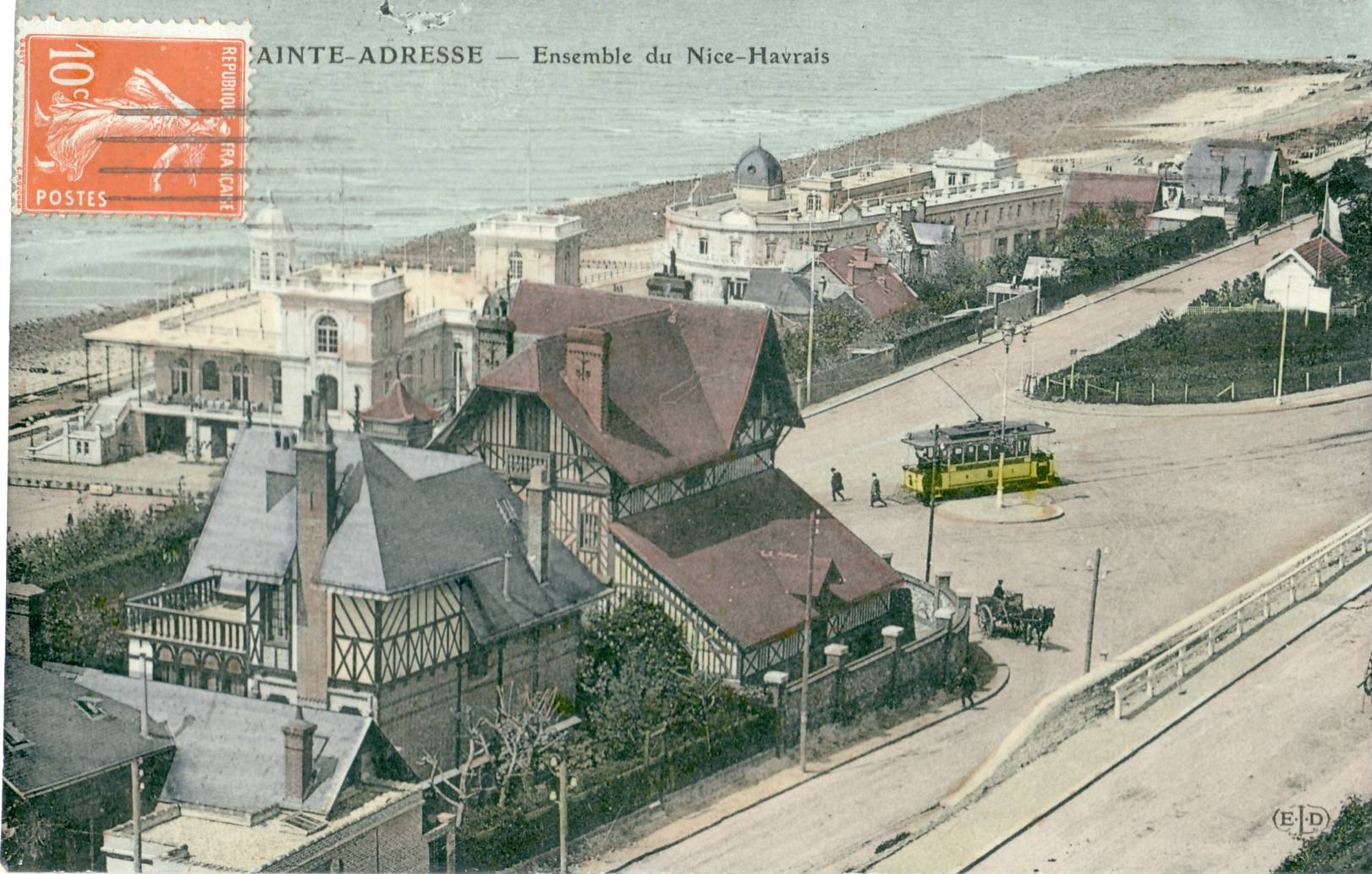
Ensemble du Nice havrais.
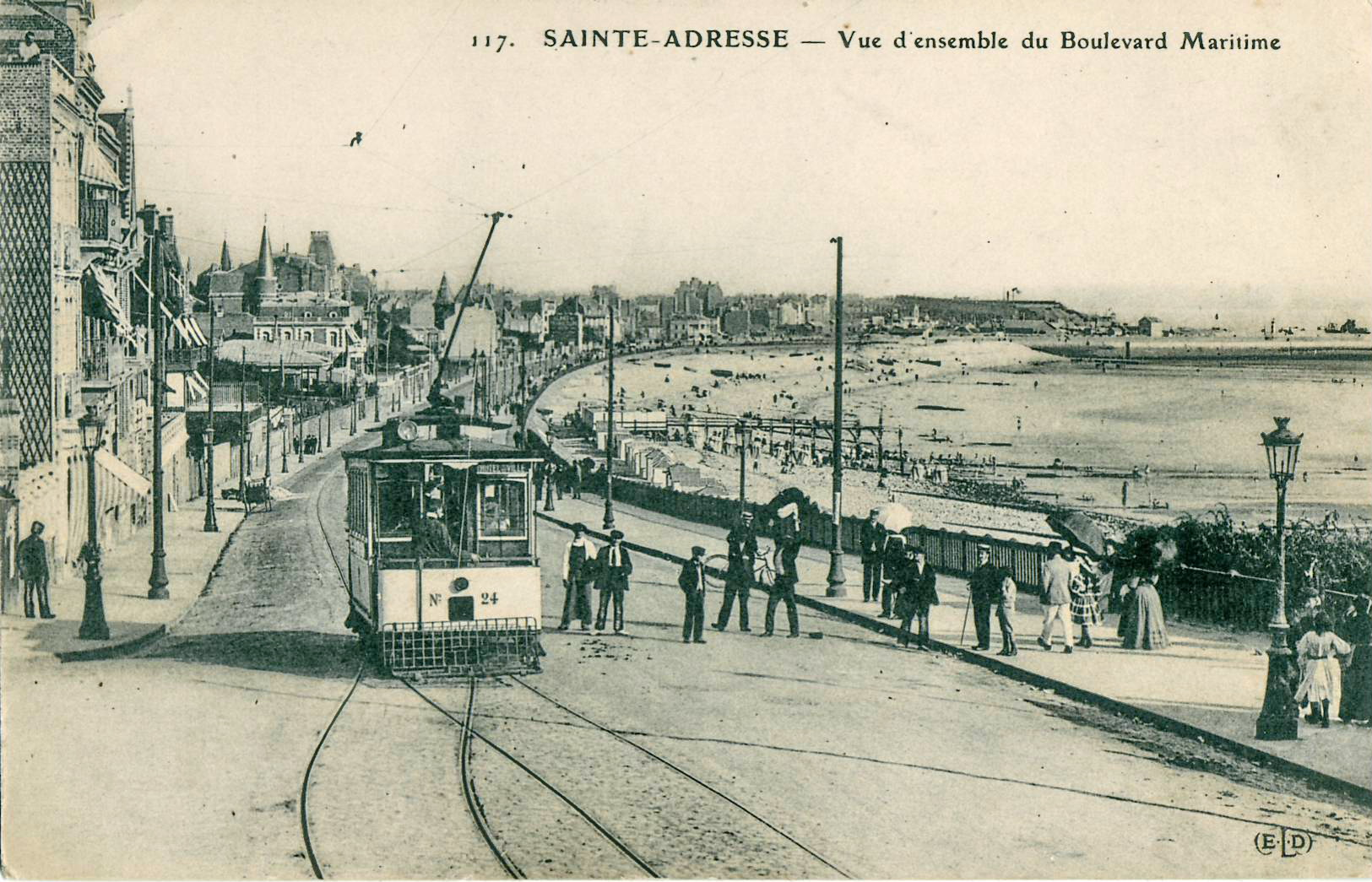
Vue d'ensemble du boulevard Maritime.
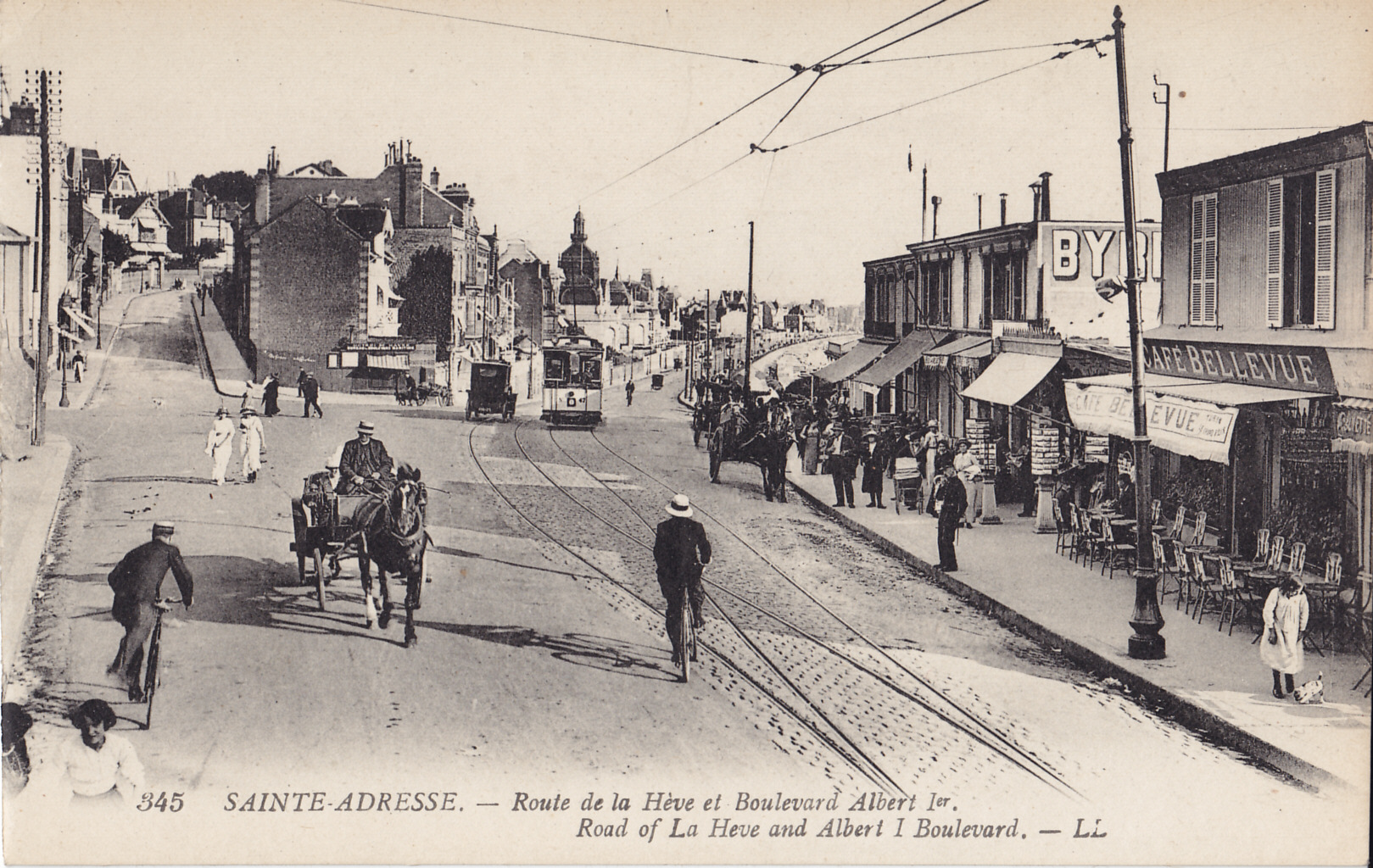
La rue de la Hève et le boulevard Albert-Ier.
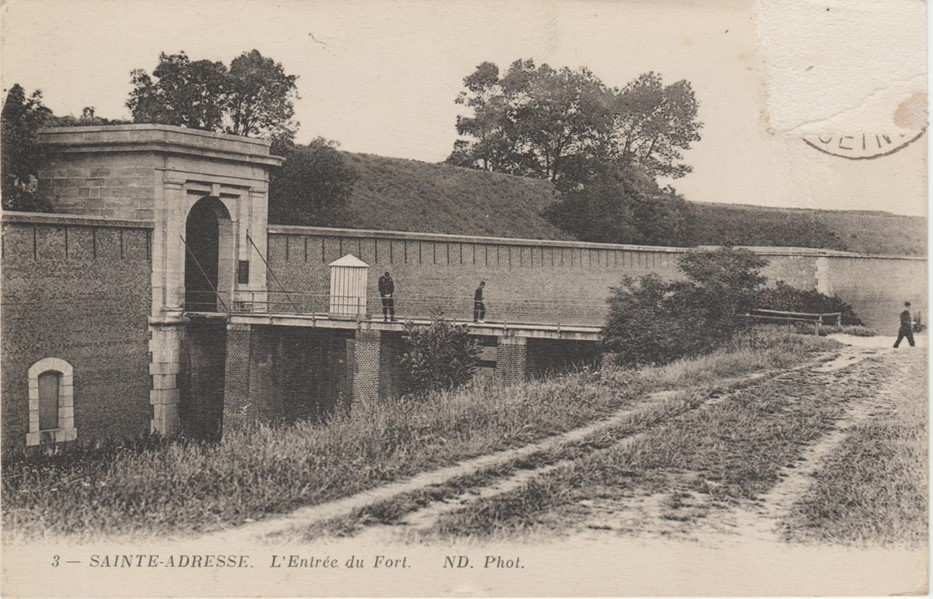
Photographie ancienne de l'entrée du fort de Sainte-Adresse.
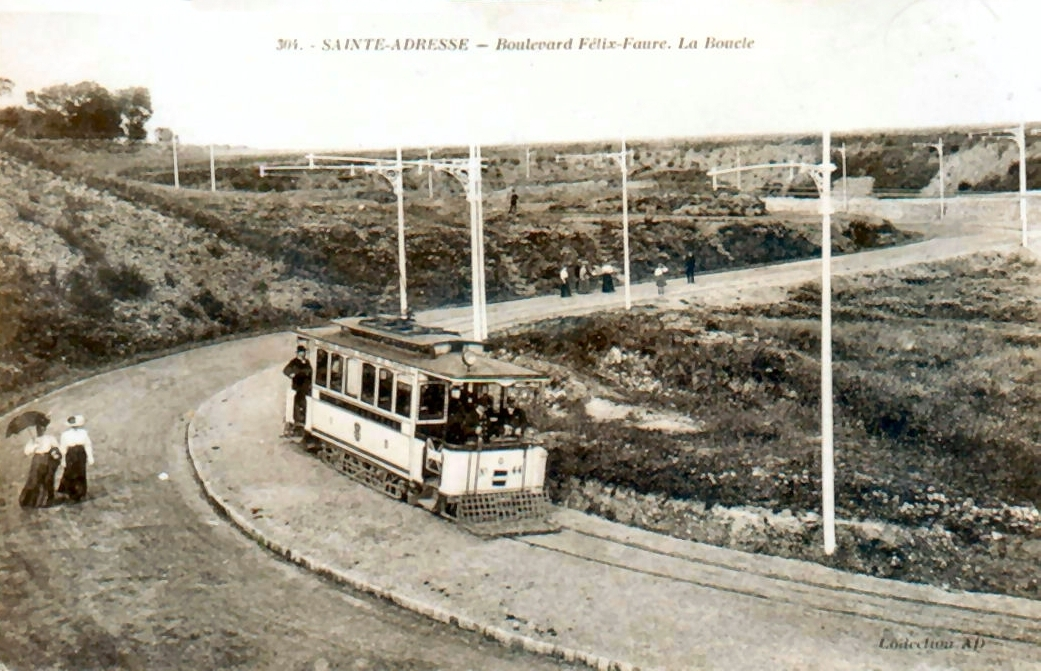
Tramway du Havre à Sainte-Adresse.

Pendant la Première Guerre mondiale, alors que la Belgique est presque entièrement occupée par les Allemands, Sainte-Adresse est capitale administrative du royaume, cédée à bail au gouvernement belge pour la durée des hostilités, afin de ne pas faire de celui-ci un gouvernement en exil. Ce dernier s'installe donc du 13 octobre 1914 jusqu'à novembre 1918 dans l'« immeuble Dufayel », construit par Georges Dufayel en 1911. Les ministères, administrations et personnel diplomatique, soit plus de 1 000 personnes logent dans la ville à partir du 13 octobre. Le gouvernement belge a à sa disposition un bureau de poste, utilisant des timbres-poste belges, ainsi que son parc de réparation automobile, son hôpital, son école. Une usine d'armement belge explose accidentellement le 11 décembre 1915 à Graville-Sainte-Honorine, faisant une centaine de morts.
Le chef du gouvernement belge, Charles de Broqueville, ne séjourne à Sainte-Adresse que le week-end, faisant constamment des allers et retours pour voir le roi Albert Ier, resté en zone libre belge, à La Panne. Le souverain belge ne s'est jamais rendu à Sainte-Adresse, mais a néanmoins son boulevard, sa place et sa statue monumentale, érigée en 1938, mise à l'abri en 1940 et ré-inaugurée en 1947.

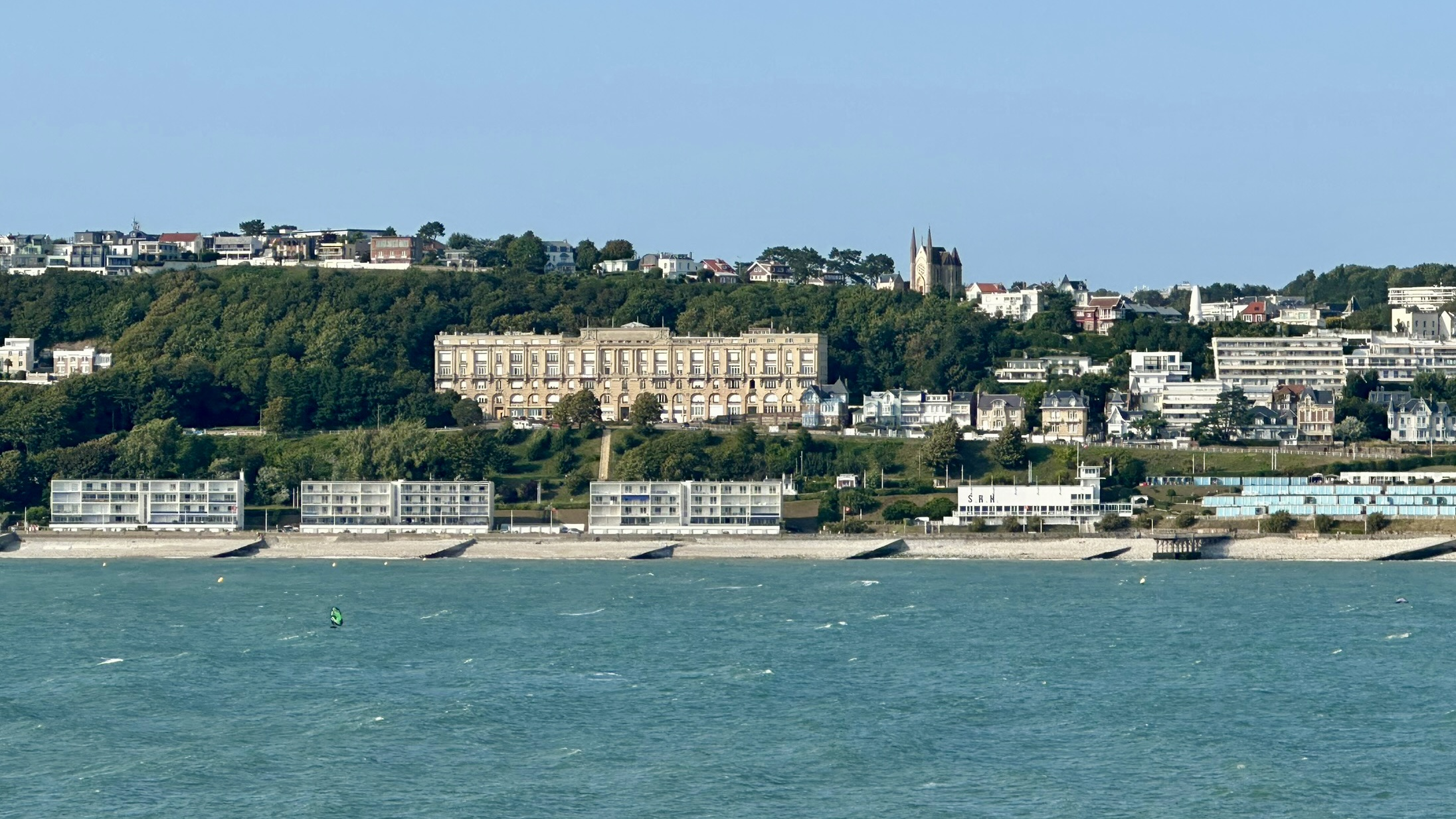
Immeuble Dufayel

Pendant la Seconde Guerre mondiale, les Allemands y construisent plusieurs ouvrages de fortification du mur de l'Atlantique pour défendre le port du Havre.

## Politique et administration

### Rattachements administratifs et électoraux

#### Rattachements administratifs
La commune se trouve  dans l'arrondissement du Havre du département de la Seine-Maritime.  
Elle faisait partie de 1801 à 1888 du canton d'Ingouville. Cette année là, celui-ci est rattaché au canton du Havre-6 avant d'intégrer en 1964 le canton du Havre-7. Dans le cadre du redécoupage cantonal de 2014 en France, cette circonscription administrative territoriale a disparu, et le canton n'est plus qu'une circonscription électorale.

#### Rattachements électoraux
Pour les élections départementales, la commune fait partie depuis 2014 d'un nouveau canton du Havre-6.
Pour l'élection des députés, elle fait partie de la septième circonscription de la Seine-Maritime.

### Intercommunalité
Sainte-Adresse était membre de la communauté d'agglomération dénommée communauté de l'agglomération havraise, un établissement public de coopération intercommunale (EPCI) à fiscalité propre créé en 2001 et auquel la commune avait transféré certaines de ses compétences, dans les conditions déterminées par le code général des collectivités territoriales.
Dans le cadre des dispositions de la loi portant nouvelle organisation territoriale de la République du 7 août 2015, qui prévoit que les EPCI à fiscalité propre doivent avoir un minimum de 15 000 habitants, cette intercommunalité a fusionné avec ses voisines pour former, le 1er janvier 2019, Le Havre Seine Métropole, dont est désormais membre la commune. Il ne s'agit pas d'une métropole au sens de la législation française des intercommunalités, mais d'une communauté urbaine.

### Tendances politiques et résultats
Au second tour des élections municipales de 2014 dans la Seine-Maritime, la liste UMP-UDI menée par Hubert Dejean de La Batie  obtient la majorité absolue des suffrages exprimés, avec 1 822 voix (51,73 %, 23 conseillers municipaux élus dont 2 communautaires), devançant très largement celles menées respectivement par :
- Brigitte Dufour (DVD, 1 136 voix, 32,25 %, 4 conseillers municipaux élus dont 1 communautaire) ;
- Éric Le Maistre (DVG, 564 voix, 16,01 %, 2 conseillers municipaux élus).

Lors de ce scrutin, 39,45 % des électeurs se sont abstenus. 
Lors des élections municipales de 2020 dans la Seine-Maritime, la liste UDI menée par le maire sortant Hubert Dejean de La Batie est la seule candidate et obtient donc la totalité des 1 358 suffrages exprimés. Elle est élue en totalité et trois de ses membres sont également conseillers communautaires. Lors de ce scrutin marqué par la pandémie de Covid-19 en France, 72,23 % des électeurs se sont abstenus et 12,50 % des votants ont choisi un bulletin blanc ou nul.

### Liste des maires
Dans la mairie une plaque gravée présente le tableau des maires depuis la création de la commune.
| Période                                  | Période                   | Identité                    | Étiquette | Qualité |
| ---------------------------------------- | ------------------------- | --------------------------- | --------- | --- |
| Les données manquantes sont à compléter. |                           |                             |           | |
|                                          |                           |                             |           | |
| février 1790                             | décembre 1792             | Guillaume Liard             |           | |
| décembre 1792                            | juin 1800                 | Jean-Baptiste Angammare     |           | |
| juin 1800                                | octobre 1811              | Jean-Philippe Lemaistre     |           | |
| octobre 1811                             | 1818                      | Charles De Labre            |           | |
| 1818                                     | 1827                      | Julien De Labre             |           | |
| 1827                                     | 1837                      | Thomas-François Paumelle    |           | |
| 1837                                     | 1867                      | François-Isidore Thieullent |           | Marchand briquetier, tuilier |
| 1867                                     | 1870                      | Jean Boulard                |           | Marchand de nouveautés, entrepreneur de travaux publics |
| 1870                                     | mai 1871                  | Jean Verspecke              |           | |
| mai 1871                                 | octobre 1876              | Jean Boulard                |           | Marchand de nouveautés, entrepreneur de travaux publics |
| octobre 1876                             | janvier 1881              | Jules-Amédée Alleaume       |           | courtier et négociant au Havre |
| janvier 1881                             | août 1886                 | Louis Lemaître              |           | architecte |
| août 1886                                | octobre 1923              | Joseph de Quérhoënt         |           | Négociant, Président du Syndicat des Vins et Spiritueux (Le Havre) |
| octobre 1923                             | juin 1929                 | Albert Dubosc,              | Rad. ind. | Député de la Seine-Inférieure (1936 → 1940) Conseiller général du Havre-5 (1922 → 1940) Membre du Conseil national du Régime de Vichy |
| juin 1929                                | janvier 1945              | René Proux                  |           | |
| janvier 1945                             | mai 1945                  | Jules Decreton              |           | |
| mai 1945                                 | après 1947                | François Lebel              |           | |
|                                          |                           |                             |           | |
| mars 1977                                | juin 1995                 | Jean-Louis Pesle            | DVD       | |
| juin 1995                                | mars 2008                 | Jacques Dubois              | SE        | Ingénieur général des Ponts-et-Chaussées Directeur du port autonome du Havre (1975 → 1986) |
| mars 2008                                | avril 2014                | Patrice Gélard              | UMP       | Professeur de droit constitutionnel Sénateur de la Seine-Maritime (1995 → 2014) Conseiller général du Havre-6 (1994 → 2001) Adjoint au maire du Havre (1995 → 2008) Vice-président de la CODAH (2002 → 2014) |
| avril 2014,                              | En cours (au 3 mars 2025) | Hubert Dejean de La Batie   | LC-UDI    | Consultant, professeur d'histoire-géographie Vice-président de la CODAH (2014 → 2018) Vice-président de la CU Le Havre Seine Métropole (2019 → ) Conseiller régional de Haute-Normandie (2010 → 2015) Conseiller régional de Normandie (2015 → ) Vice-président du conseil régional de Normandie (2015 → ) Président du conseil d'administration du conservatoire du littoral (2017 → ) Réélu pour le mandat 2020-2026 |

### Jumelages
En souvenir de l'installation du gouvernement belge pendant la Première Guerre mondiale, la ville de Sainte-Adresse est jumelée depuis 1998 avec la ville belge de La Panne.

## Équipements et services publics

### Enseignement
La commune relève de l'Académie de Normandie.
Sainte-Adresse compte :
- deux écoles maternelles : école du Manoir et école maternelle Antoine-Lagarde ;
- une école primaire : groupe scolaire Antoine Lagarde ;
- une école primaire et maternelle privée : Jeanne-d'Arc ;
- un collège[36] ;
- un lycée polyvalent privé[37].

## Population et société

### Démographie
L'évolution du nombre d'habitants est connue à travers les recensements de la population effectués dans la commune depuis 1793. Pour les communes de moins de 10 000 habitants, une enquête de recensement portant sur toute la population est réalisée tous les cinq ans, les populations de référence des années intermédiaires étant quant à elles estimées par interpolation ou extrapolation. Pour la commune, le premier recensement exhaustif entrant dans le cadre du nouveau dispositif a été réalisé en 2006.

En 2022, la commune comptait 7 015 habitants, en évolution de −5,33 % par rapport à 2016 (Seine-Maritime : +0,35 %, France hors Mayotte : +2,11 %).
| 1793 | 1800 | 1806 | 1821 | 1831 | 1836 | 1841 | 1846  | 1851 |
| ---- | ---- | ---- | ---- | ---- | ---- | ---- | ----- | ---- |
| 726  | 600  | 637  | 641  | 655  | 762  | 789  | 1 880 | 978  |

| 1856  | 1861  | 1866  | 1872  | 1876  | 1881  | 1886  | 1891  | 1896  |
| ----- | ----- | ----- | ----- | ----- | ----- | ----- | ----- | ----- |
| 1 213 | 1 554 | 1 586 | 1 869 | 1 876 | 1 975 | 2 241 | 2 511 | 2 651 |

| 1901  | 1906  | 1911  | 1921  | 1926  | 1931  | 1936  | 1946  | 1954  |
| ----- | ----- | ----- | ----- | ----- | ----- | ----- | ----- | ----- |
| 3 084 | 3 208 | 3 622 | 4 357 | 4 318 | 4 668 | 5 135 | 4 392 | 6 822 |

| 1962  | 1968  | 1975  | 1982  | 1990  | 1999  | 2006  | 2011  | 2016  |
| ----- | ----- | ----- | ----- | ----- | ----- | ----- | ----- | ----- |
| 7 807 | 8 261 | 8 754 | 8 029 | 8 047 | 7 883 | 7 782 | 7 494 | 7 410 |

| 2021  | 2022  | - | - | - | - | - | - | - |
| ----- | ----- | - | - | - | - | - | - | - |
| 7 116 | 7 015 | - | - | - | - | - | - | - |

## Économie

### Revenus et cadre de vie
Les habitants de Sainte-Adresse bénéficient d'un niveau de vie supérieur à la moyenne nationale. Au niveau de la CODAH la commune de Sainte-Adresse correspond à celle au revenu médian le plus important. Outre des revenus supérieurs, la ville de Sainte-Adresse connaît un taux de chômage largement inférieur au niveau national.

## Culture locale et patrimoine

### Lieux et monuments
- Site géologique et préhistorique du cap de la Hève
- Monument à Albert Ier, inauguré en 1938 grâce à une souscription publique, en vue d'honorer l'installation du gouvernement belge en 1914.
- Phare de la Hève
- Manoir de Vitanval, construit vers 1420, maison à colombages d'inspiration anglo-normande
- Chapelle Notre-Dame-des-Flots[42], construite en 1857 par l'architecte Théodore Huchon[43]
- Église Saint-Denis, construite entre 1874 et 1877[44] : elle est notamment ornée en 1878 de deux verrières réalisées par les ateliers Lorin de Chartres, alors dirigés par leur fondateur, Nicolas Lorin[45].
- Pain de sucre, mausolée élevé à la mémoire du général comte Charles Lefebvre-Desnouettes par sa veuve Stéphanie Rollier, cousine de Napoléon Ier.
- Villa de Sarah Bernhardt
- Ancienne base militaire
- Immeuble Dufayel construit en 1911 par l'homme d'affaires Dufayel

Lieux et monuments de Sainte-Adresse
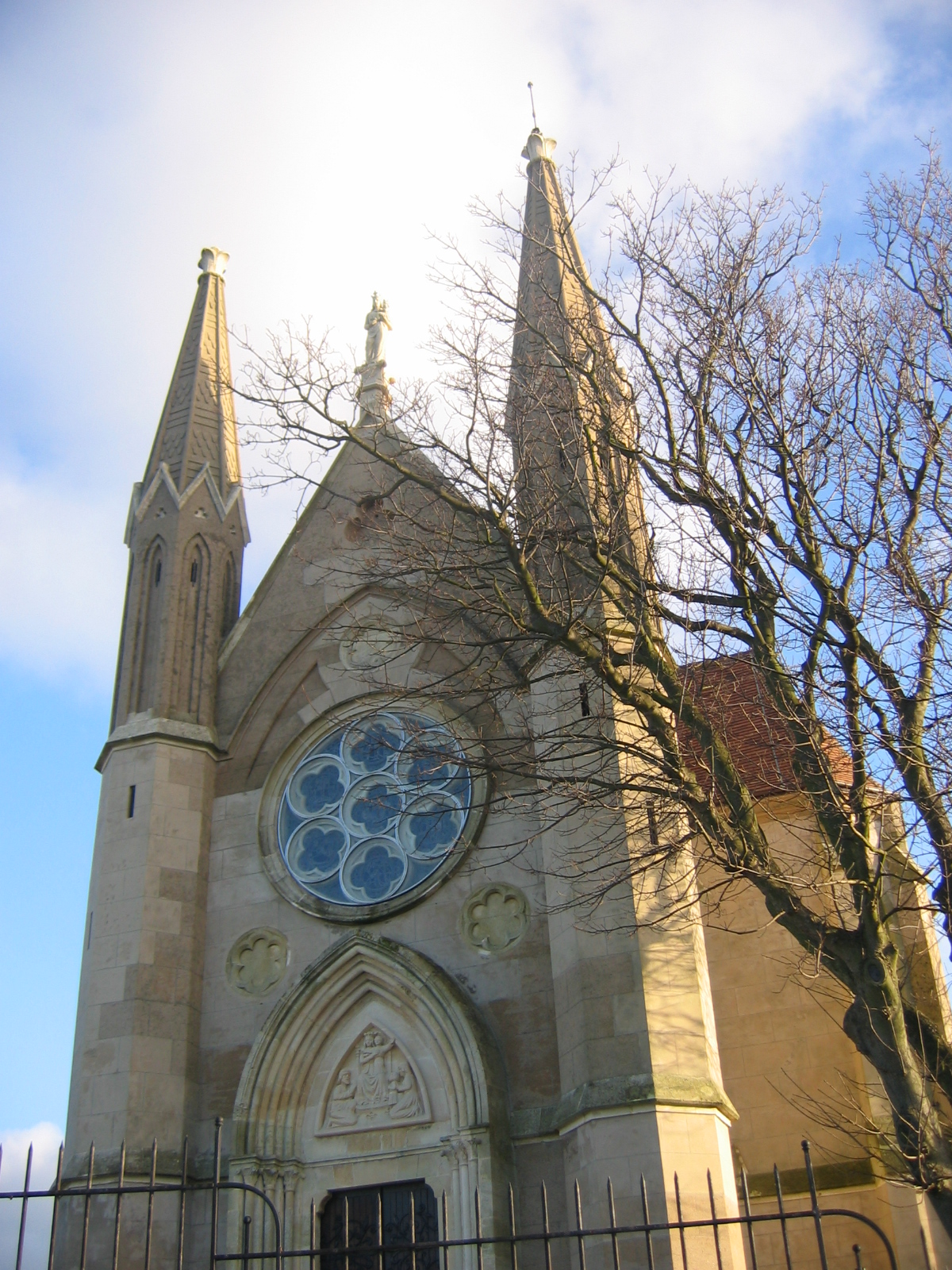
La chapelle Notre-Dame-des-Flots.
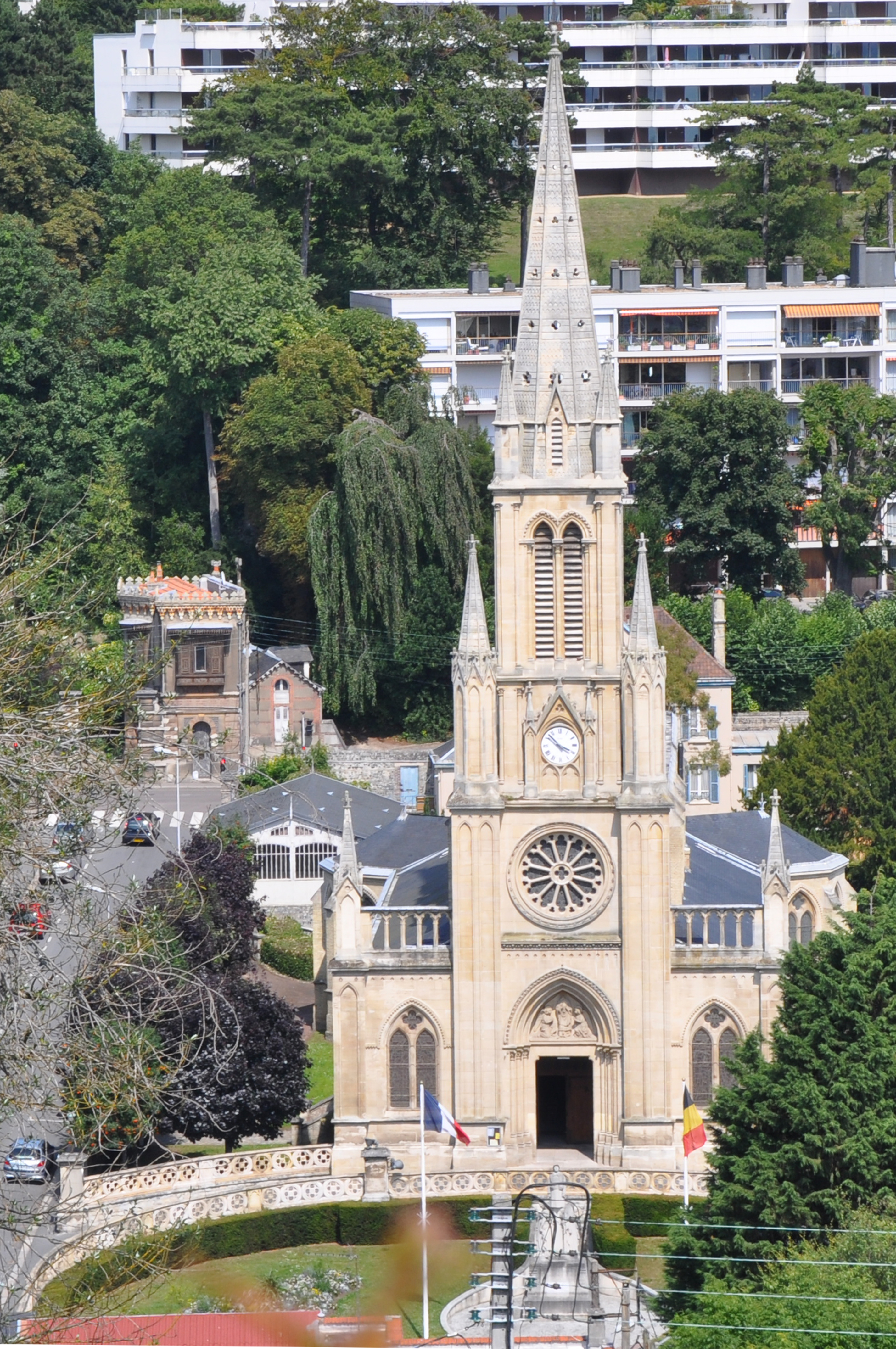
L'église Saint-Denis.
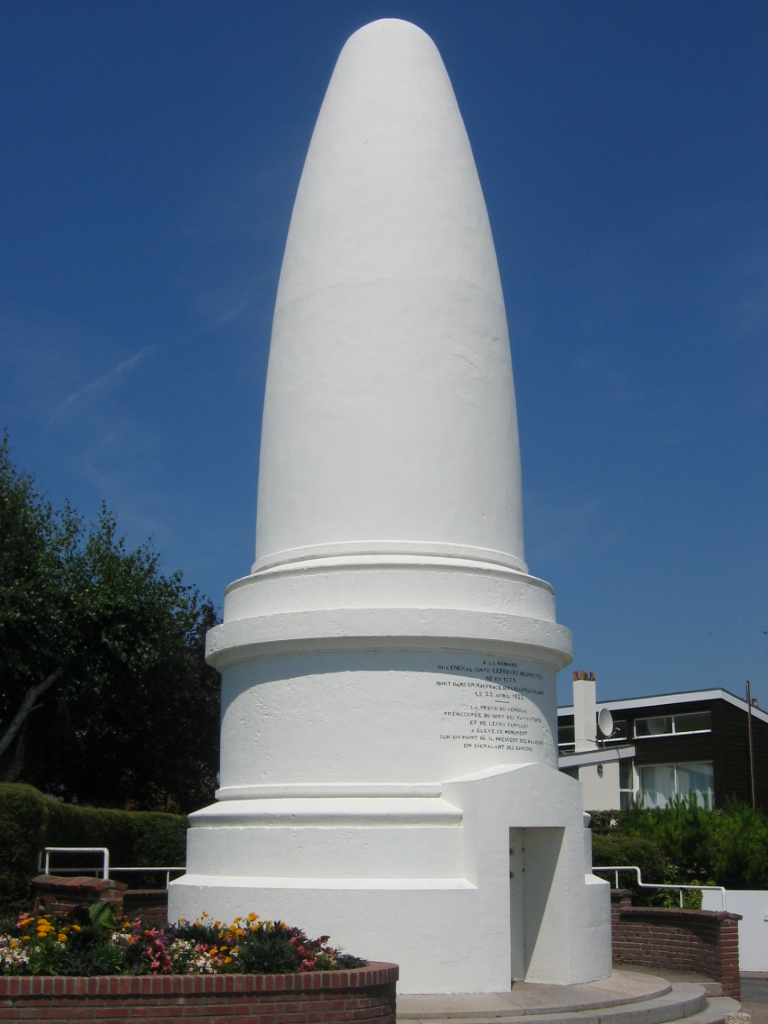
Le pain de sucre.
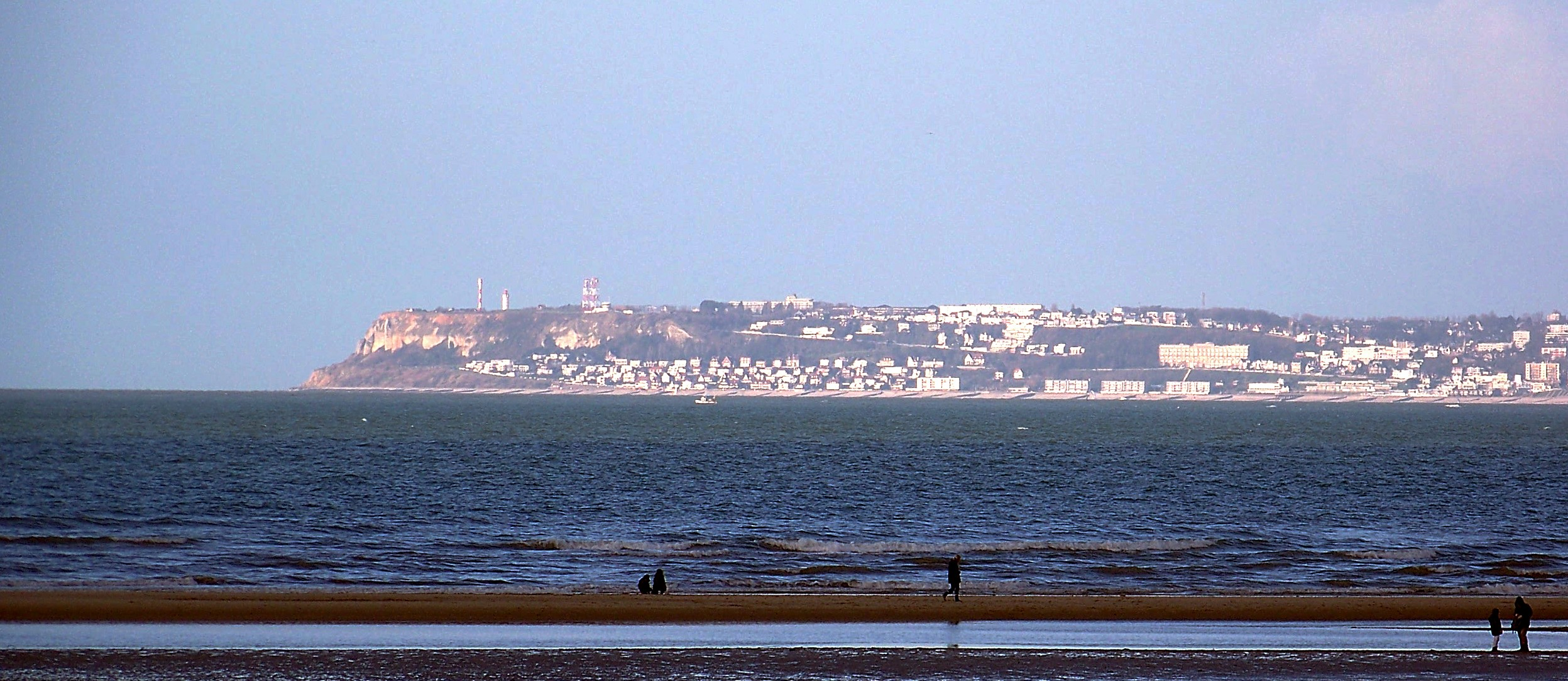
Vue vers Sainte-Adresse depuis la plage de Trouville.
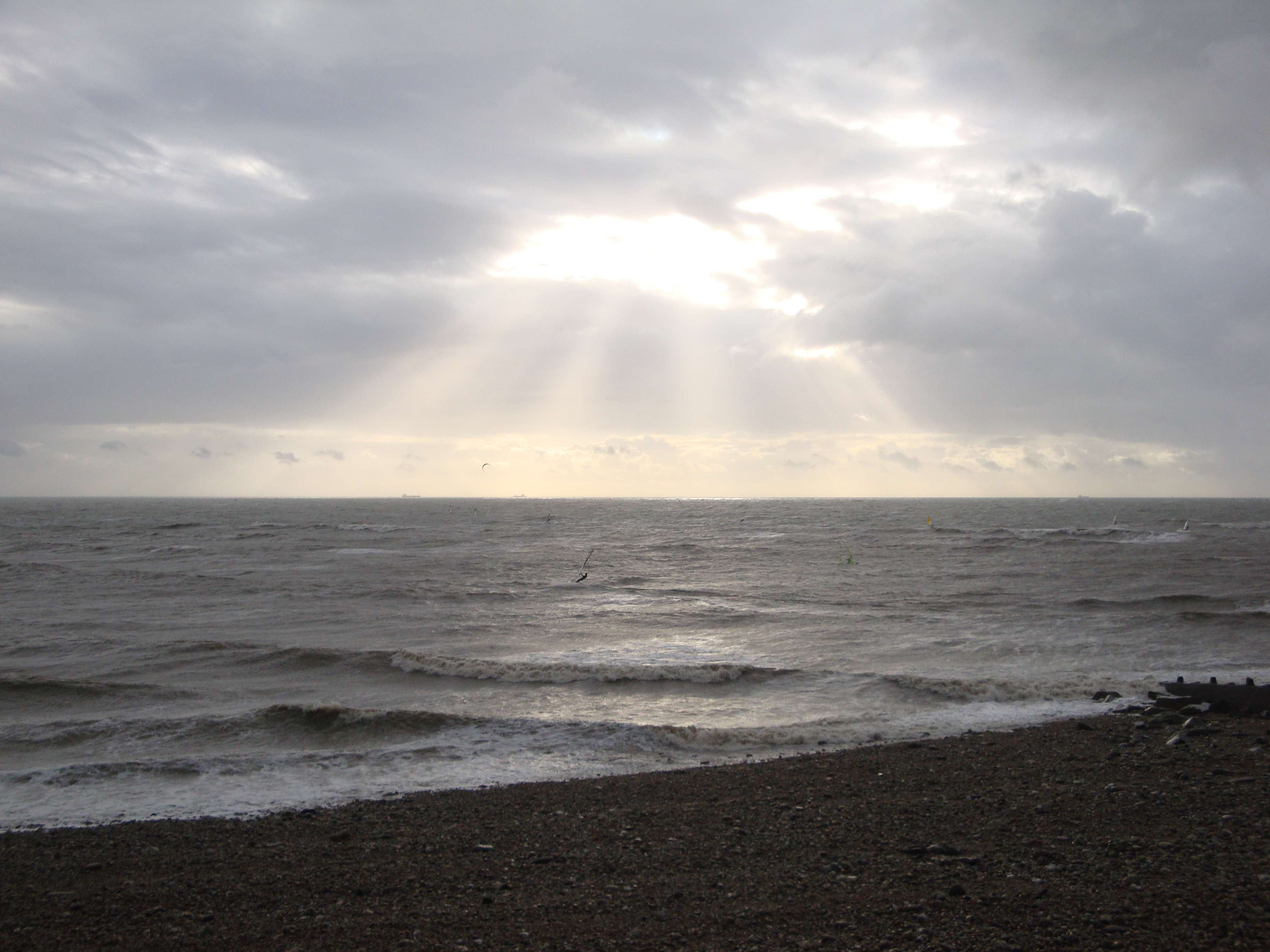
Plage de Sainte-Adresse.

### Sainte-Adresse dans les arts et la culture

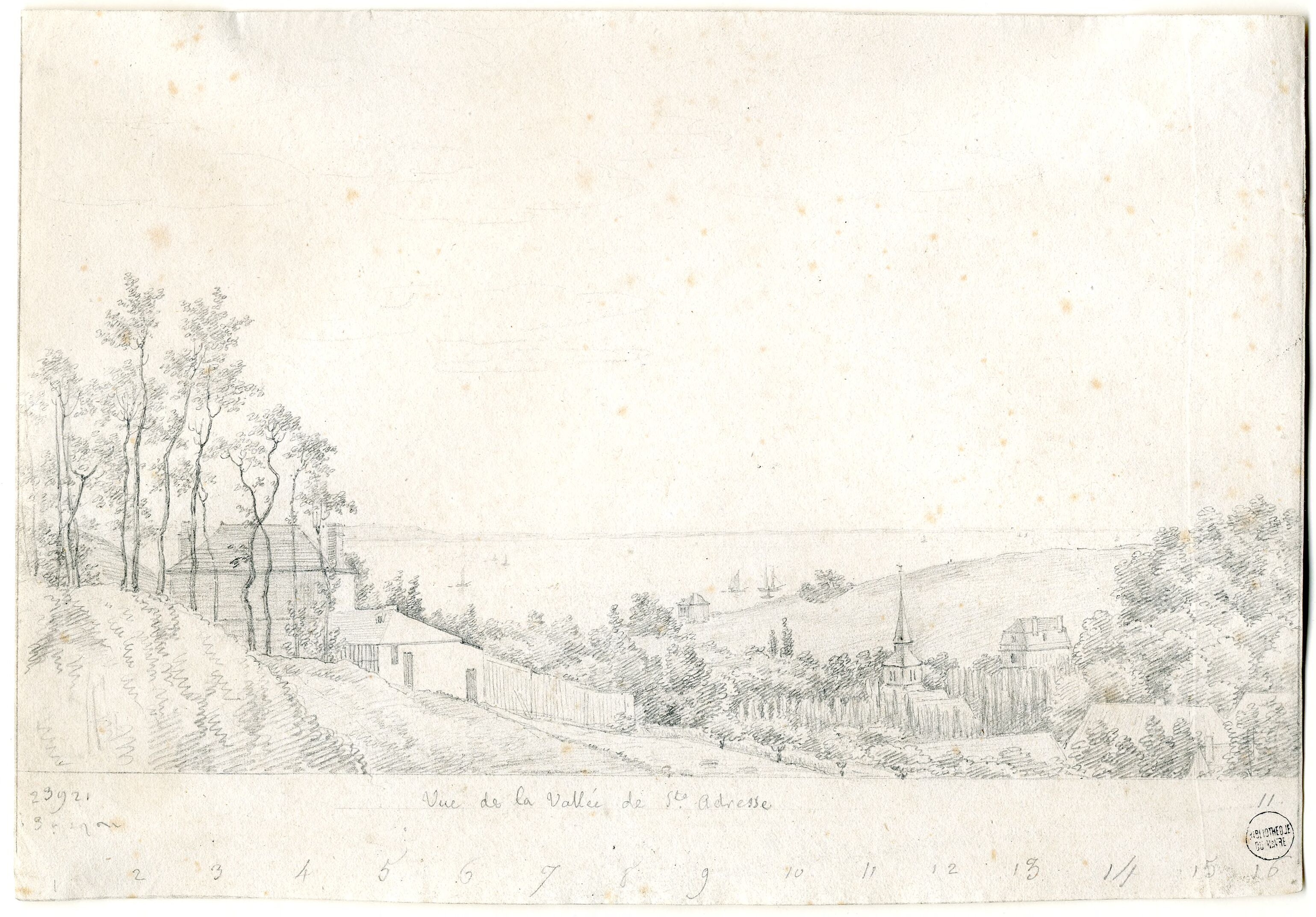
Jules Dumas, Vue de la vallée de Sainte-Adresse, 1820, dessin.

Plusieurs peintres ont peint des paysages liés à la commune, tels :
- Johan Barthold Jongkind, précurseur de l'impressionnisme (1819-1891), peint la côte rocheuse près de la station balnéaire, à la fin de l'été 1862 ;

Saint-Adresse par Jongkind
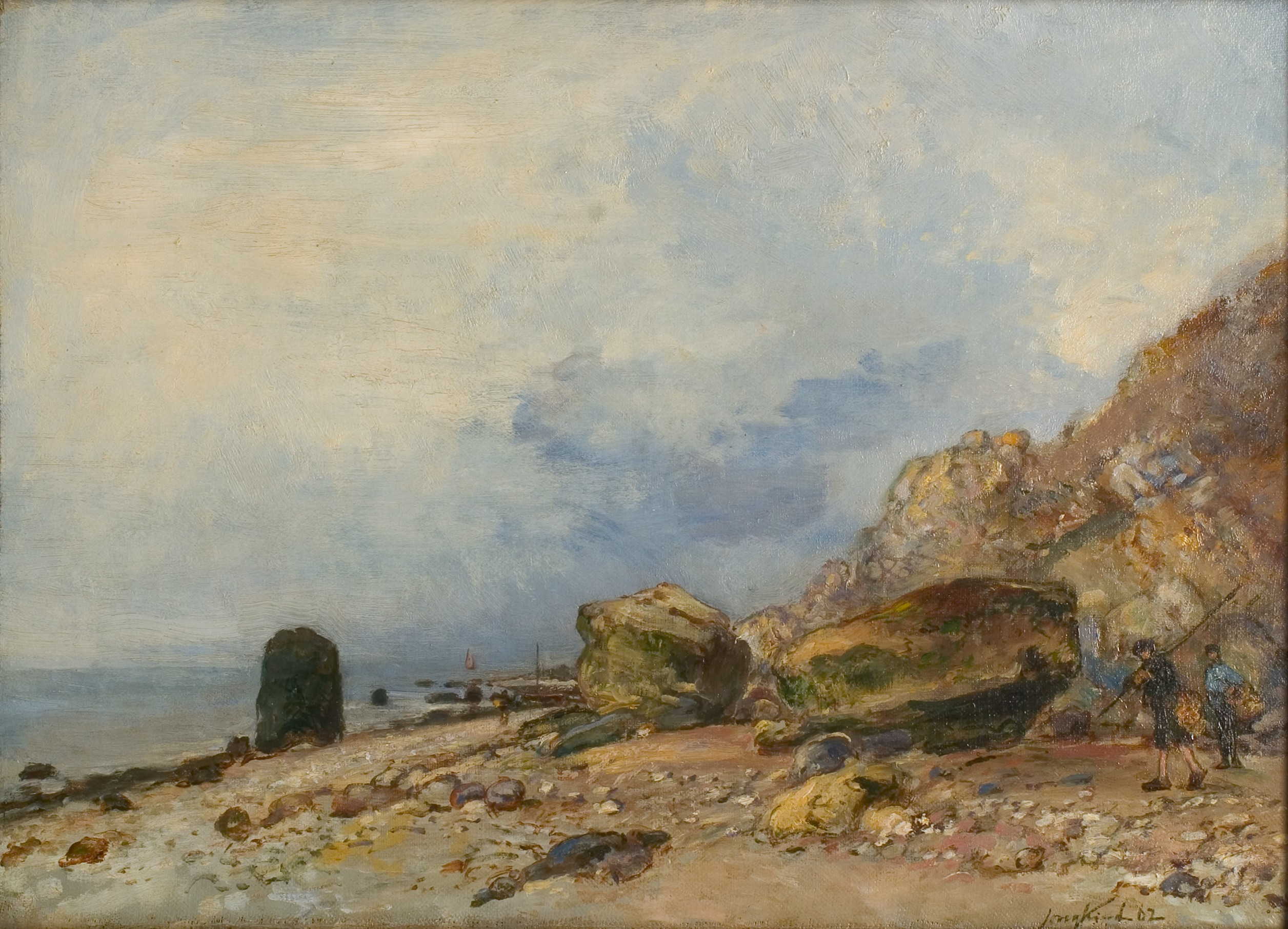
Côte rocheuse à Sainte-Adresse, 1862 Rijksmuseum Twenthe.
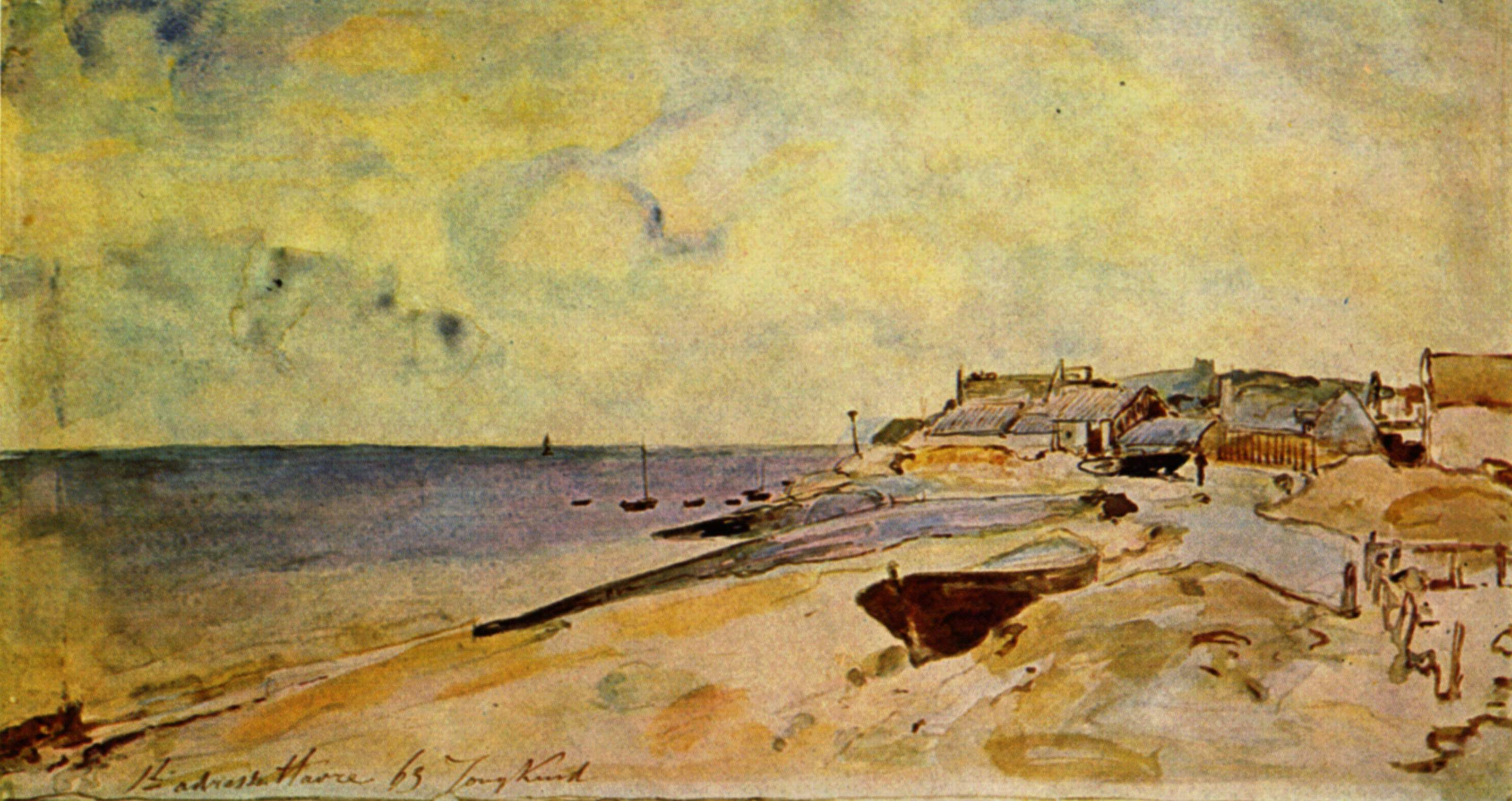
La Plage de Sainte-Adresse, 1863, aquarelle Musée du Louvre.

- Jean-Baptiste Camille Corot, Maison de pêcheurs à Sainte-Adresse, entre 1830 et 1840, Musée du Louvre, Paris ;
- Albert Marquet peint de nombreuses représentations de l'estacade (dont 1906, museum of fines arts, Houston) ;
- Claude Monet : La Côte de Sainte-Adresse, La Mer à Sainte-Adresse, Promenade sur les falaises de Sainte-Adresse, La Plage de Sainte-Adresse (1867), Les Cabanes à Sainte-Adresse, 1868, Rue à Sainte-Adresse, La Falaise de Sainte-Adresse, Sainte-Adresse, bateau à voile échoué, Sainte-Adresse, Sainte-Adresse, bateaux de pêche sur le rivage ;

Œuvres de Claude Monet
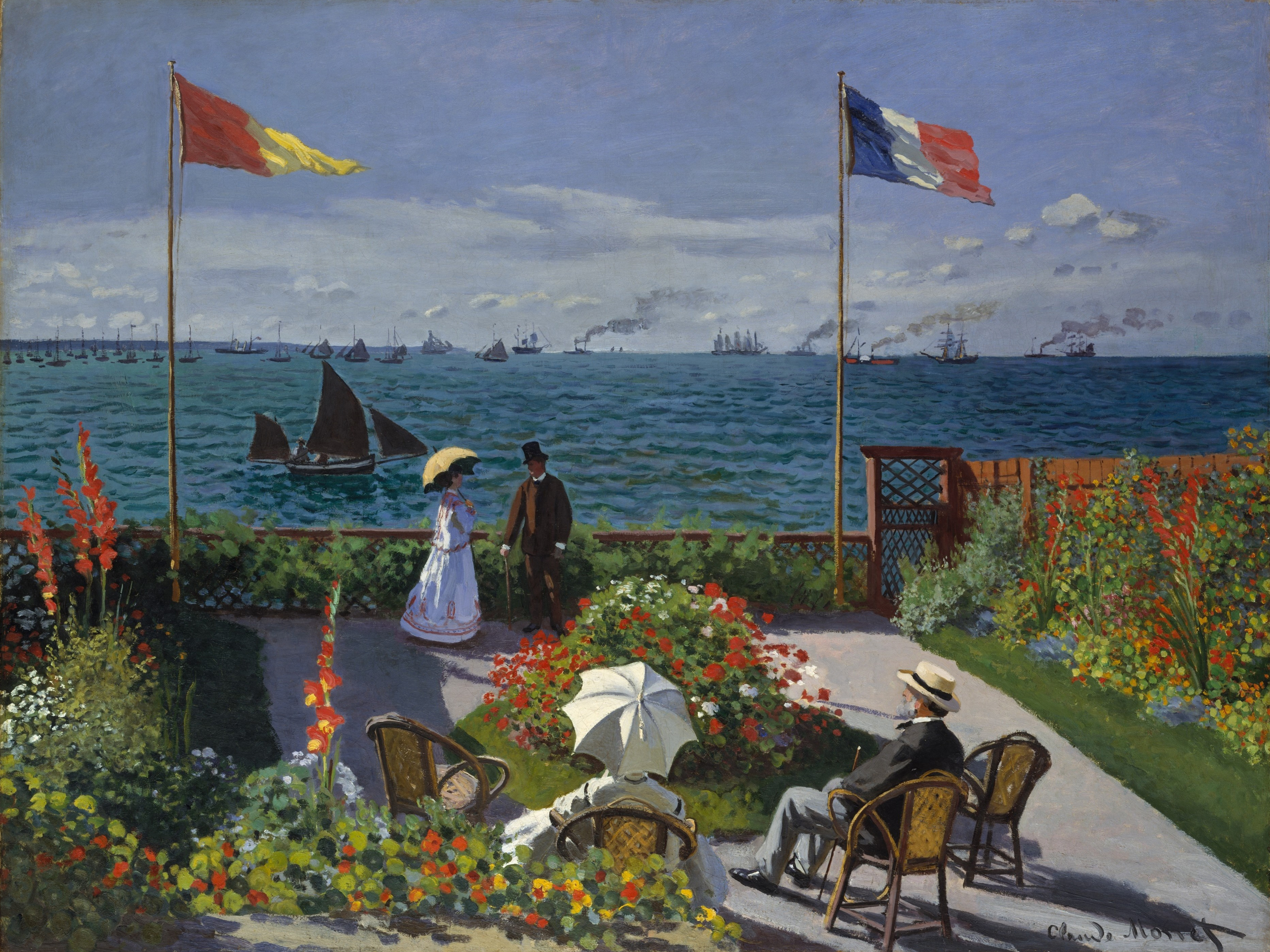
Terrasse à Sainte-Adresse.
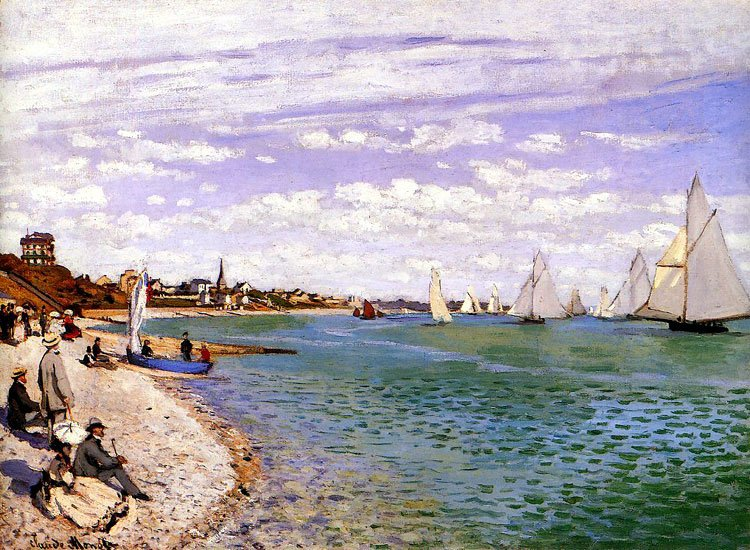
Les Régates à Sainte-Adresse.
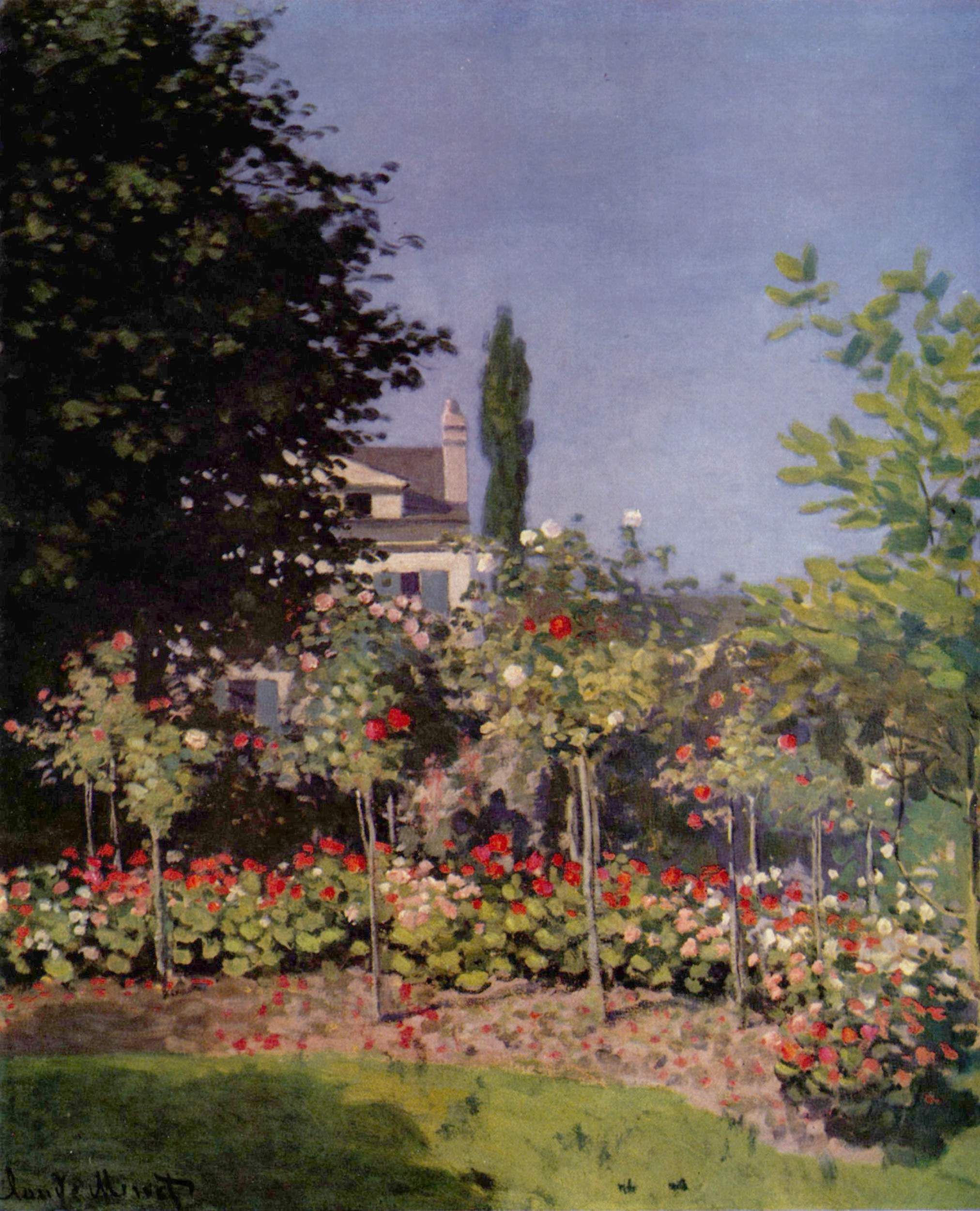
Jardin à Sainte-Adresse.

- Raoul Dufy, La Plage de Sainte Adresse, 1902, Le Cargo noir, une vingtaine de toiles, c. 1945-1952 (entrée en rade de Sainte-Adresse), Paris, Centre Pompidou ; Lyon, Musée des Beaux-Arts.

La ville est mentionnée dans la célèbre dictée conçue par Prosper Mérimée, qui commence par : 
« Pour parler sans ambiguïté, ce dîner à Sainte-Adresse, près du Havre, malgré les effluves embaumés de la mer, malgré les vins de très bons crus, les cuisseaux de veau et les cuissots de chevreuil prodigués par l’amphitryon, fut un vrai guêpier. »

### Personnalités liées à la commune
- Maurice Béquet (1889-1943), aviateur et pilote automobile.
- Sarah Bernhardt, actrice, y fit construire une propriété à la fin du XIXe siècle.
- Yavé Cahard (1957-), coureur cycliste sur piste, médaillé olympique.
- Bruno Choël (1954-), comédien de doublage, y est né.
- Vincent Collet, basketteur puis entraîneur français, sélectionneur équipe de France masculine de basket y est né en 1963.
- Albert Dubosc, député sous la Troisième République, fut maire de Sainte-Adresse.
- Georges Dufayel, homme d'affaires parisien qui fit construire le « Nice havrais » et l'immeuble qui porte encore son nom.
- Jacques Dupâquier (1922-2010), historien spécialiste de l'histoire des populations, membre de l'Institut, y est né.
- Philippe Dupuy, auteur de bande dessinée, y est né.
- Benoît Duteurtre (1960-2024), romancier essayiste, producteur et animateur de radio, y est né.
- Henri de Gaulle et Jeanne de Gaulle née Maillot, parents de Charles de Gaulle y sont morts et enterrés.
- Alphonse Karr, directeur du Figaro, lance la station balnéaire en 1841.
- Charles Lefebvre-Desnouettes (1773-1822), général des armées de la République et de l'Empire.
- Jean Lemierre, haut fonctionnaire, président de BNP Paribas.
- Maxime Leroux, comédien français, y est né le 26 mars 1951.
- Alain Lesieutre
- Charles Lhuillier, peintre, y est décédé en 1898.
- Claudine Loquen, peintre française, y est née le 22 février 1965[46].
- Prosper Mérimée situe l'action de sa dictée à Sainte-Adresse.
- Claude Monet a peint de nombreux tableaux de la ville.
- Georges Méliès, père de l'art cinématographique y tourne en 1896 quelques-unes de ses premières vues maritimes. Assaut des vagues furieuses  sur les falaises de Sainte-Adresse.
- Dominique Preschez. Compositeur classique contemporain et écrivain y est né en 1954.
- Guillaume Pley y est né le 26 juillet 1985.
- Laurent Vicomte, dessinateur de bandes dessinées y est né en mars 1956.
- Catherine Troallic, députée sous la 5e République, y est née le 10 mai 1974.
- Joël Tiéhi ancien footballeur professionnel ivoirien a entrainé l'équipe de la commune.
- Marc Ullmann, journaliste français,
- Paul Voisin, directeur du foyer rémois, né le 24 août 1904.
- Virginie Lefebvre, médium, écrivaine et conférencière française.

### Héraldique
| Blason de Sainte-Adresse | Blason  | Écartelé : aux 1er et 4e d'azur à la tour d'argent, maçonnée, ouverte et ajourée de sable, aux 2e et 3e de gueules à la coquille d'or ; à la croix engrelée d'or brochant sur la partition, chargée en abîme d'un écusson tiercé en pal de sable, d'or et de gueules. L'écusson en abîme présente les couleurs de la Belgique. |
| Blason de Sainte-Adresse | Détails | Le statut officiel du blason reste à déterminer. |

## Pour approfondir

### Vidéo
- Site Ina.fr, Évocation historique : le gouvernement belge à Sainte-Adresse, 14 novembre 1968.